# Интернет в Черногории
Интернет в Черногории активно развивается с 2005 года.

## Основные характеристики
- Домен национального уровня — .me[1], создание сайтов в домене началось активно с мая 2008 года, что считается «восходом национального Интернета». С июля 2008 года внедряются первые интернет-приложения на сайтах по принципу «первым пришёл, первым обслужили».
- Статистика пользователей:
  - 373655 человек на 2012 год (134-е место в мире по общему количеству), что эквивалентно 56,8 % населения (70-е место в мире по доле)[2][3]
  - 280 тысяч человек на 2009 год (133-е место в мире по общему количеству)[1] .
- Выделенные линии: 54439 абонентов (112-е место в мире по общему количеству), что эквивалентно 8,3 % населения (90-е место в мире по доле)[2][4].
- Беспроводная широкополосная связь: 177437 абонентов (112-е место в мире по общему количеству), что эквивалентно 27 % населения (59-е место в мире по доле)[5].
- IPv4: 171520 адресов зарегистрировано (менее 0,05 % в мире), в среднем 260,9 адресов на 1000 человек (по состоянию на 2012 год)[6][7].
- Хосты: 10088 хостов (135-е место в мире по состоянию на 2012 год)[1].

## Развитие технологий
Основные провайдеры: Crnogorski Telekom и MTEL. Первый предоставляет модемный доступ и ADSL-соединение, второй — доступ к сети WiMAX. На октябрь 2010 года насчитывалось 2347 модемных и 63155 широкополосных соединений. ADSL действует в Черногории с 2005 года (55443 соединения на октябрь 2010 года) и является наиболее популярным способом выхода в Интернет в стране, предоставляя скорость до 7Мбит/с. Компания в экспериментальном порядке использует оптоволоконные линии, дающие скорости отдачи до 40 Мбит/с, но только в Подгорице и некоторых зонах побережья. Вторым провайдером широкополосного доступа является M-Kabl, использующий DOCSIS-технологию: контракт на полтора года предоставляет абоненту доступ в Интернет со скоростью 16 Мбит/с. Однако предоставление подобных услуг осуществляется лишь в крупных городах. WiMAX обслуживается провайдерами MTEL и WiMAX Montenegro (7381 соединений на октябрь 2010 года).

## Цензура
Законодательно ограничений доступа в Интернет не предусмотрено. Оскорбления и угрозы на национальной, расовой или религиозной почве, высказанные как в живую, так и в Интернете преследуются по закону. Конституцией и законом запрещаются произвольное вмешательство в личную жизнь, раскрытие тайны переписки, личной, семейной тайн или просмотр переписки без разрешения суда или юридической необходимости; полиции запрещаются обыск места жительства или организация наблюдения за домом без разрешения. В целом основные права и гражданина, по оценкам международных организаций, соблюдаются правительством, но ситуация в сфере электронных СМИ и Интернета не является благополучной.
До марта 2011 года некоторые провайдеры предоставляли полиции прямой доступ ко всем серверам, что предполагало возможность перехвата e-mail сообщений, мониторинга интернет-трафика (какие сайты посещались и кем) и даже просмотра сообщений в чатах. По оценкам международных правозащитных организаций, доказательств сбора правительством конфиденциальной информации о политических, религиозных или идеологических взглядах конкретных личностей не представлялось. В 2011 году после принятия ряда законов была проведена амнистия в отношении всех, кто был осуждён за угрозы или оскорбления, высказанные вживую или в Интернете.
В марте 2012 года представители 19 печатных и электронных СМИ сформировали вещательный совет самоуправления, но ряд СМИ не присоединились к нему, поскольку посчитали слишком проправительственным, и предложили создать свой механизм саморегуляции. На севере страны был сформирован также свой совет самоуправления из нескольких региональных СМИ.
Агентство по национальной безопасности не может без разрешения суда организовывать прослушку, однако иногда власти занимаются прослушкой и наблюдениями за оппозиционными партиями, некоммерческими организациями и филиалами международных организаций. Неправительственная организация «Alternativa» в 2011 году утверждала, что Агентство занималось прослушкой телефонных разговоров и чтением переписки 113 человек, и обвинила полицию и государственную прокуратуру в незаконном мониторинге электронных коммуникаций.